# バーバラ・アン・スコット
バーバラ・アン・スコット（Barbara Ann Scott、1928年5月9日 - 2012年9月30日）は、カナダ、オタワ出身の女性フィギュアスケート選手。1948年サンモリッツオリンピック女子シングル金メダリスト。1947年、1948年世界フィギュアスケート選手権ならびにヨーロッパフィギュアスケート選手権優勝。「カナダの恋人（Canada's Sweetheart）」と呼ばれた。得意技はバレエジャンプの1種であるスタッグジャンプ。

## 経歴
バーバラ・アン・スコットは1928年、陸軍大佐の娘として生まれ、勤勉実直な両親の影響を受けて育った。7歳のときにオタワ・ミントクラブでフィギュアスケートを始める。憧れのスケーターはソニア・ヘニーで、ヘニーにお茶に招かれサイン入り写真を記念にもらったことがスコットの幼少時の思い出となっている。1940年、11歳でカナダ・ジュニア選手権に初優勝、1942年、13歳のときに2回転のルッツジャンプを試合で成功させた最初の女性となった。
1945年および1947年の北米選手権（隔年開催）に連続優勝、1947年には北米選手として初めて欧州選手権で優勝し、一躍カナダの国民的ヒロインとなる。この優勝を祝ってオタワ市はスコットにコンバーチブルを贈ろうとしたが、アマチュア資格に抵触するおそれがあったため、断らざるを得なかった。
翌年の欧州選手権優勝とともに1947年、1948年の世界選手権も2連覇、1948年サンモリッツオリンピックでも優勝し、フィギュアスケート競技でオリンピックにおいて金メダルを獲得した最初のカナダ人選手ともなった。
1948年にアマチュアを引退後はプロに転向、1949年から1954年までアメリカやカナダ、イギリスで行なわれたアイスショーに出演した。1955年、シカゴでのショー公演中に知り合ったアメリカ人男性と結婚後は、アイスショー出演をやめ、美容室経営や執筆活動のほか、馬術の競技会に参加するなどした。1988年カルガリーオリンピックでは聖火リレーに加わった。また慈善活動等にも携わった。
2012年9月30日、フロリダ州アメリア島の自宅で死去。84歳没。

## 受章
スコットは1945年、1947年、1948年と生涯3度、カナダの年間最優秀スポーツ選手に与えられるルー・マーシュ賞を受賞、1991年にはカナダ勲章（オフィサー）を受勲した。このほかにも彼女の名は多くの殿堂に入っている。
- 1948年 - カナダ・オリンピック殿堂
- 1955年 - カナダ・スポーツ殿堂
- 1979年 - 世界フィギュアスケート殿堂
- 1991年 - カナダ・フィギュアスケート殿堂
- 1998年 - カナダ・ウォーク・オブ・フェイム

## 主な戦績

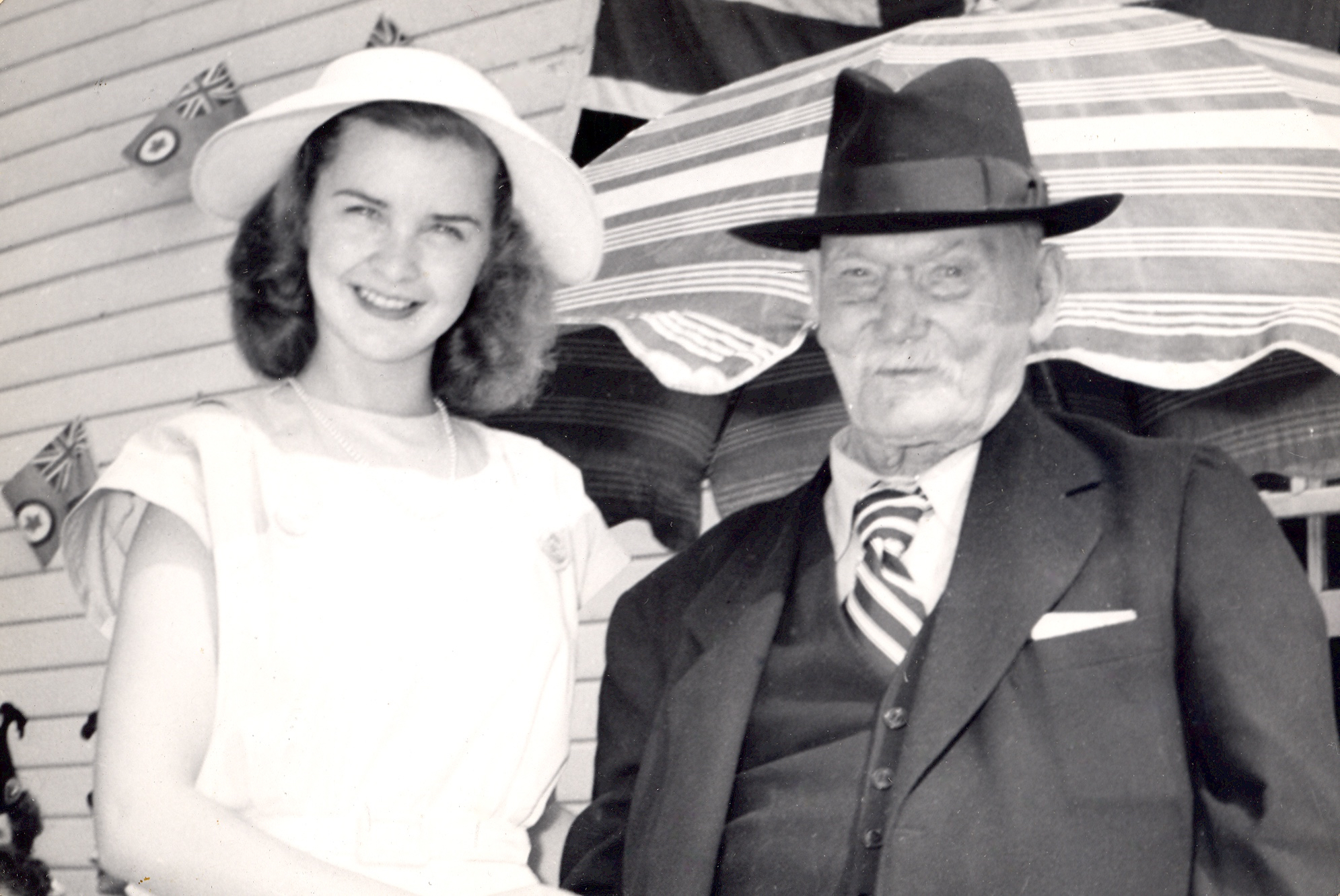
1947

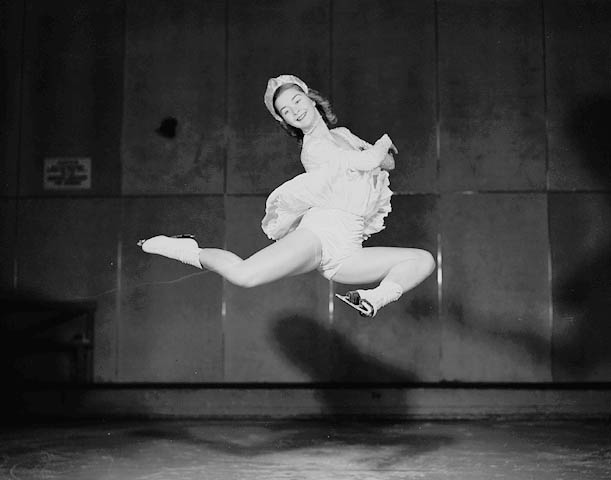
スタッグジャンプをするスコット(1947)

| 大会/年      | 1940-41 | 1941-42 | 1943-44 | 1944-45 | 1945-46 | 1946-47 | 1947-48 |
| ------------ | ------- | ------- | ------- | ------- | ------- | ------- | ------- |
| オリンピック |         |         |         |         |         |         | 1       |
| 世界選手権   |         |         |         |         |         | 1       | 1       |
| 欧州選手権   |         |         |         |         |         | 1       | 1       |
| 北米選手権   |         |         |         | 1       |         | 1       |         |
| カナダ選手権 | 2       | 2       | 1       | 1       | 1       |         | 1       |